# Brassocattleya litoralis
Brassocattleya litoralis là một loài thực vật có hoa trong họ Lan. Loài này được Campacci mô tả khoa học đầu tiên năm 2004.